# Weißflügel-Ohrfasan
Der Weißflügel-Ohrfasan (Crossoptilon crossoptilon), manchmal auch Weißer Ohrfasan oder Schmalschwanzohrfasan genannt, ist eine Vogelart aus der Familie der Fasanenartigen. Er ist in den chinesischen Provinzen Yunnan, Sichuan und Qinghai sowie in Tibet und dem äußersten Nordosten Indiens beheimatet und besiedelt dort vor allem Bergwälder. Bisweilen wird der vor allem in Tibet verbreitete Tibetohrfasan als Unterart des Weißflügel-Ohrfasans betrachtet.

## Beschreibung
Die Nominatform des Weißflügel-Ohrfasans ist überwiegend weiß. Die recht große und schwere Fasanenart trägt eine samtig schwarze Kopfkappe, die bis auf den mittleren Scheitel reicht. Die Iris ist orangegelb, der Schnabel rosa-hornfarben. Die Partie um das Auge ist unbefiedert und intensiv rot. Die Ohrdecken sind etwas verlängert, bilden aber keine bis weit hinter den Kopf hinausragenden Federbüschel wie bei anderen Ohrfasanen. Oberflügel- und Oberschwanzdecken sind grau getönt. Die Armschwingen sind schwarzbraun mit einem ins rötliche spielenden stahlblauen Glanz, die Handschwingen sind dunkelbraun. Der Schwanz umfasst zwanzig Steuerfedern und glänzt auf dem basalen Teil purpurbronzefarben, auf dem mittleren Teil grünblau sowie am Ende tief purpurn. Im Unterschied zu den anderen Arten der Gattung sind bei dieser Art und dem Tibetohrfasan die mittleren Schwanzfedern nicht haarartig zerschlissen, sondern nur von der Basis bis zur Mitte aufgelockert. Die Füße sind dunkelrot.
Die Geschlechter unterscheiden sich äußerlich nicht, die Henne ist lediglich mit 1,5 bis 1,8 kg leichter als der 1,8–2,2 kg schwere Hahn. Die Körperlänge liegt bei 920 mm, die des Schwanzes bei 575 mm. Die Flügellänge beträgt 330 mm.

## Stimme
Der Balzruf ist eine raue, weithin hörbare Rufreihe, die mit einzelnen Tönen beginnt und sich dann steigert. Er ist praktisch nicht von dem des Tibetohrfasans zu unterscheiden, wird aber etwas schneller vorgetragen.

## Verbreitung und geografische Variation
Der Weißflügel-Ohrfasan kommt im westlichen China, in Tibet und im äußersten Nordosten Indiens vor.
Die geografische Variation ist recht ausgeprägt, aber wenig untersucht, so dass bislang nur wenige Unterarten unterschieden werden. Die Nominatform ist überwiegend weiß, die Unterart dolani hell aschgrau. Die Vögel der Unterart drouynii sind recht inkonsistent reinweiß oder hellgrau, sie vermittelt vermutlich zwischen den beiden anderen Unterarten. Bisweilen wird auch der Tibetohrfasan zu dieser Art gestellt, bei diesem ist die Körperbefiederung dunkel schieferblau. Die gelegentlich aufgeführte, von Jean Théodore Delacour beschriebene Unterart lichiangense ist vermutlich der Nominatform zuzuordnen.
- C. c. crossoptilon (Hodgson, 1838) – westliches Sichuan, nordwestliches Yunnan, südöstliches Tibet und äußerster Nordosten Indiens
- C. c. dolani Meyer de Schauensee, 1938 – südliches Qinghai
- C. c. drouynii Verreaux, 1868 – äußerster Südwesten Qinghais und östliches Tibet

## Lebensraum
Der Weißflügel-Ohrfasan ist ein typischer Vogel der osttibetanischen Bergwälder. Er kommt hier vorwiegend in lichten Nadel- und Eichenwäldern an Steilhängen zwischen 3200 und 4200 m Höhe vor, aber auch in anderen Waldformen und in tieferen Lagen. An der Waldgrenze um 4600 m besiedelt er Rhododendronbestände. Im Bereich des Jangtse und der Nebenflüsse bewohnt er felsige Steilhänge mit einer Buschvegetation aus Spiersträuchern, Wildrosen, Berberitzen, Prunus-Arten und Wacholder zwischen 3500 und 4000 m. Im Winter hält er sich auch in der Kulturlandschaft auf.